# Ojczyzna (dwutygodnik)
Ojczyzna – polsko-żydowski dwutygodnik wydawany w latach 1881–1892. Redagowany we Lwowie, składał się z części polskiej i przez 5 lat hebrajskiej. Wydawcą było stowarzyszenie Agudas Achim – Przymierze Braci.